# Crnogorska narodna skupština
Crnogorska narodna skupština, od 1905. godine najviše narodno, zastupničko i zakonodavno tijelo Kraljevine Crne Gore, ustrojeno je Ustavom Kneževine (crnogorski Knjaževine) također iz 1905. kojim je ova država postala parlamentarna ustavna monarhija.

## Ovlasti
Ustav iz 1905. definirao je ovlasti Crnogorske narodne skupštine, posebno odnose prema monarhu, najprije knezu (crnog. knjazu), a od 1910. i kralju Nikoli I. Petroviću, tako da se niti jedan zakon u državi nije mogao donijeti, ukinuti i promijeniti bez odobrenja skupštine.
Monarh također nije mogao samostalno donijeti odluku o ustanovljenju i/ili izmjeni poreza, o zaduženju u inozemstvu, niti samostalo usvajati državni proračun. Crnogorska narodna skupština mogla je provoditi samostalne istrage koje se odnose na administrativne probleme. Odluke su crnogorskog parlamenta bile valjane ako je vijećanjima nazočilo više od polovice zastupnika, a odluka je bila punomoćna tek ako bi dobila apsolutnu većinu zastupnika.
No, s druge strane, crnogorski parlament nije imao pravo zakonske inicijative, niti je zakon uopće bio usvojen dok ga monarh ne bi verificirao. Parlament također nije mogao pozvati na političku odgovornost ministre ili vladu u cjelini, jer ih je mogao opozvati jedino monarh.
Sjednice su bile javne i tajne, a mandat jednoga saziva trajao je četiri godine, ako parlament ne bi bio prijevremeno raspušten. Crnogorsku narodnu skupštinu prijevremeno je mogao raspustiti jedino monarh.

## Zastupnici
Ukupno su bila 62 zastupnička mjesta u Crnogorskoj narodnoj skupštini. Od toga se 50 zastupnika (poslanika) biralo po plemenskim kapetanijama i gradskim mjestima. Pravo da bude zastupnik imao je svaki Crnogorac s navršenih 30 godina života, koji je bio stalno nastanjen u Crnoj Gori, uživao sva zajamčena građanska prava i uz to plaćao porez u ekvivalentu najmanje 15 austro-ugarskih kruna godišnje.
Ostalih 12 virilnih zastupnika, visokih državnih i crkvenih dužnosnika, imenovao je crnogorski monarh. Virilni su poslanici bili: poglavar Crnogorske pravoslavne Crkve, nadbiskup barski (Barska nadbiskupija), muftija crnogorski (starješina Islamske zajednice u Crnoj Gori), zatim članovi Državnoga savjeta, predsjednik Velikoga suda, predsjednik Glavne državne kontrole te tri generala Crnogorske vojske. Zastupnici nisu mogli biti dužnosnici Ministarstva unutarnjih poslova.

## Biračko pravo
Svaki je Crnogorac, te potpuno jednakopravno i svaki crnogorski građanin katoličke i islamske vjeroispovjedi, s navršenih 21 godinu stjecao biračko pravo. No, biračko je pravo bilo uskraćeno djelatnim časnicima i vojnicima Crnogorske vojske, osobama koje su raznim povodima izgubile građanska prava, osuđenicima, osobama pod skrbništvom ili pod bankrotom te osobama koja su bez dopuštenja crnogorskih vlasti stupile u službu druge države. Žene nisu, sukladno tadašnjoj praksi u Europi, imale pravo glasa. Biranje zastupnika regulirao je poseban zakon donijet 7. srpnja 1906. godine (crnog. "Zakon o izborima narodnijeh poslanika", tiskan na Cetinju, K.C. Državna Štamparija, 1907.)

## Vijećanje
Poslije sprovođenja izbornog postupka, provjere zastupničkih mandata, zastupnici bi polagali prisegu crnogorskom monarhu. Tajnim glasovanjem bi onda birali predsjednika, potpredsjednika i dva tajnika Crnogorske narodne skupštine.
Nakon toga, obavještavali bi Vladu (izvorno: Ministarsko vijeće Crne Gore) da je Crnogorska narodna skupština konstituirana, a Vlada bi o tome izvješćivala monarha koji je svojom besjedom otvarao rad parlamenta. Vijećanje se odvijalo sukladno Zakonu o poslovnom redu. Predsjednik parlamenta nije mogao sudjelovati u raspravi, jedino je mogao pojašnjavati smisao pitanja o kojem se vodi rasprava, a mogao ga je zamjenjivati potpredsjednik. Tajnici su vodili zapisnik, pohranjivali spise i bili odgovorni za njihovu urednost.

## Frakcije
Prvi su se zastupnički izbori održali 27. rujna 1906., a prva je sjednica Crnogorske narodne skupštine bila 31. listopada iste godine. Prvi je predsjednik crnogorskoga parlamenta bio vojvoda Šako Petrović.
Tri mjeseca od konstituiranja pojavile su se tri frakcije. Najprije Klub narodnih zastupnika od kojih će se poslije osnovati Narodna stranka (čije su članove zvali klubašima). Oni će djelovati oporbeno u odnosu na kralja Nikolu. Na čelu te frakcije bio je predsjednik parlamenta vojvoda Petrović. Druge su dvije frakcije bile bliske crnogorskome Dvoru. Jednu od njih je predvodio dr. Lazar Mijušković (u njoj je bio i Savo Vuletić), dok je drugoj na čelu bio Jovan Plamenac, a bili su poznati kao Prava narodna stranka ili pravaši.
Novi saziv Crnogorske narodne skupštine konstituiran je 21. studenog 1907. nakon izbora provedenih 31. listopada iste godine. Predsjednik parlamenta postao je Labud Gojnić, a zastupnici su izrazitom većinom bili naklonjeni monarhu.
Sljedeći su (prijevremeni) izbori bili 27. rujna 1911., a konstituiranje novoga saziva parlamenta 1. prosinca iste godine. Za predsjednika Crnogorske narodne skupštine izabran je Jovan Plamenac.
Posljednji je saziv formiran nakon novih prijevremenih izbora provedenih 25. listopada 1913., nakon što je Kraljevina Crna Gora silno uvećala teritorij tijekom balkanskih ratova. Predsjednik skupštine bio je Milo Dožić, a ovaj je saziv poznat i po prevlasti oporbenih parlamentarnih grupa.
Zadnja sjednica Crnogorske narodne skupštine održana je u ratnim uvjetima, 4. siječnja 1916. godine.
Crnogorska narodna skupština imala je puni pravni kapacitet kada je u studenome 1918. Podgorička skupština, kao nelegalni skup pod zaštitom i uz organiziranje srpske vojske, izglasala pripojenje Crne Gore Kraljevini Srbiji.
Suvremena Skupština Crne Gore nasljednik je Crnogorske narodne skupštine. Od 31. listopada 1906. do 2. listopada 2006. crnogorski je parlament ukupno imao 23 saziva.

## Vanjske poveznice
- Skupština Crne Gore